# Amolita roseola
Amolita roseola là một loài bướm đêm trong họ Erebidae.